# Borek (Dačice)
Borek (německy Borken) je malá vesnice, část města Dačice v okrese Jindřichův Hradec v Jihočeském kraji. Nachází se asi dva kilometry východně od Dačic. Prochází zde silnice II/151. Borek leží v katastrálním území Borek u Dačic o rozloze 6,16 km².

## Historie
První písemná zmínka o vesnici pochází z roku 1356.

## Obyvatelstvo
| Rok            | 1869 | 1880 | 1890 | 1900 | 1910 | 1921 | 1930 | 1950 | 1961 | 1970 | 1980 | 1991 | 2001 | 2011 | 2021 |
| -------------- | ---- | ---- | ---- | ---- | ---- | ---- | ---- | ---- | ---- | ---- | ---- | ---- | ---- | ---- | ---- |
| Počet obyvatel | 137  | 149  | 163  | 131  | 119  | 133  | 125  | 92   | 115  | 110  | 103  | 108  | 106  | 124  | 150  |
| Počet domů     | 21   | 22   | 21   | 21   | 21   | 21   | 23   | 23   | 24   | 24   | 26   | 28   | 30   | 40   | 49   |

## Obecní správa
Při sčítání lidu v letech 1850–1974 Borek byl samostatnou obcí, se kterým patřil nejprve do okresu Dačice, ale od roku 1960 v okrese Jindřichův Hradec. Od 1. července 1974 je částí města Dačice v okrese Jindřichův Hradec.

## Galerie

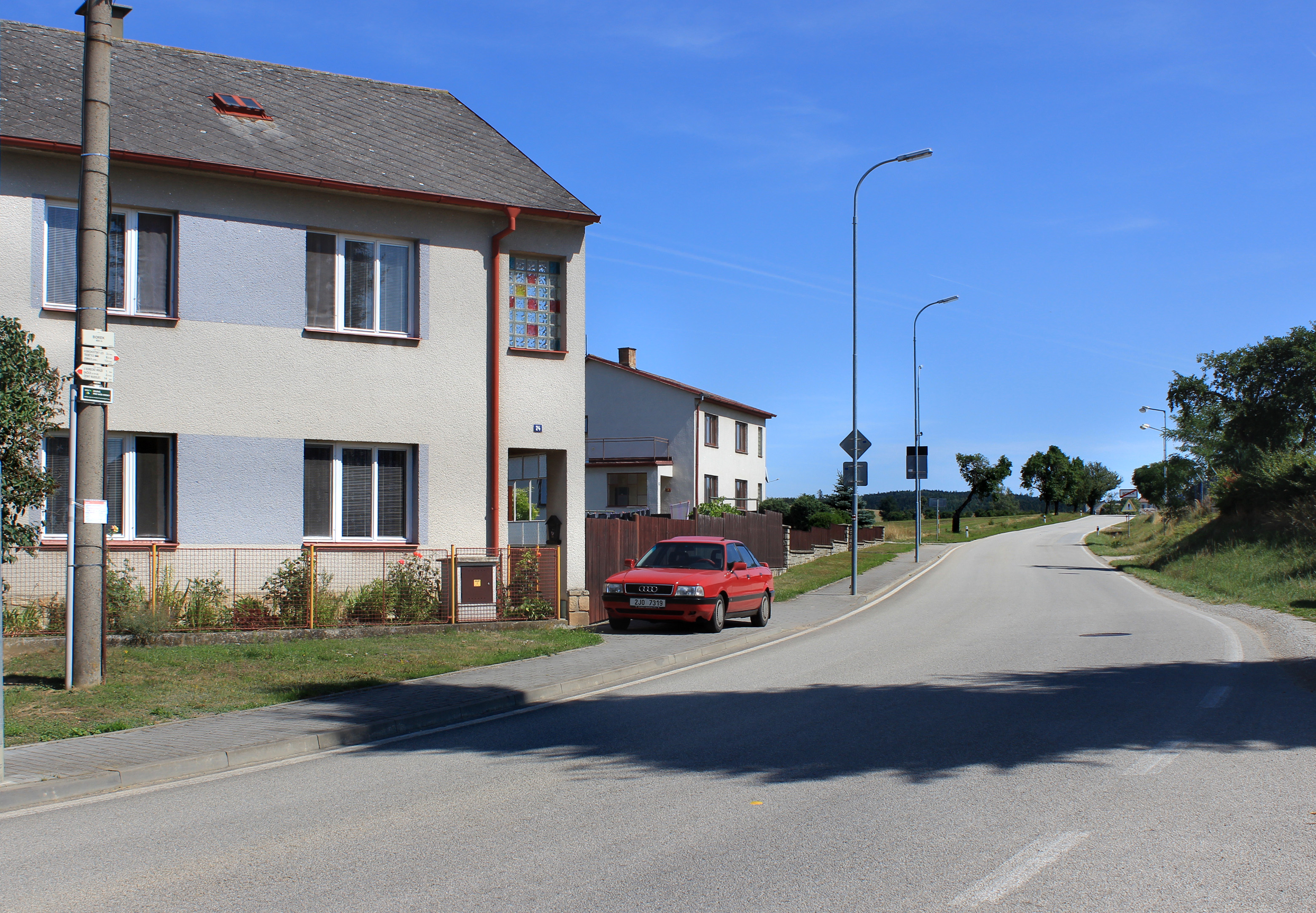
Silnice k Budíškovicím
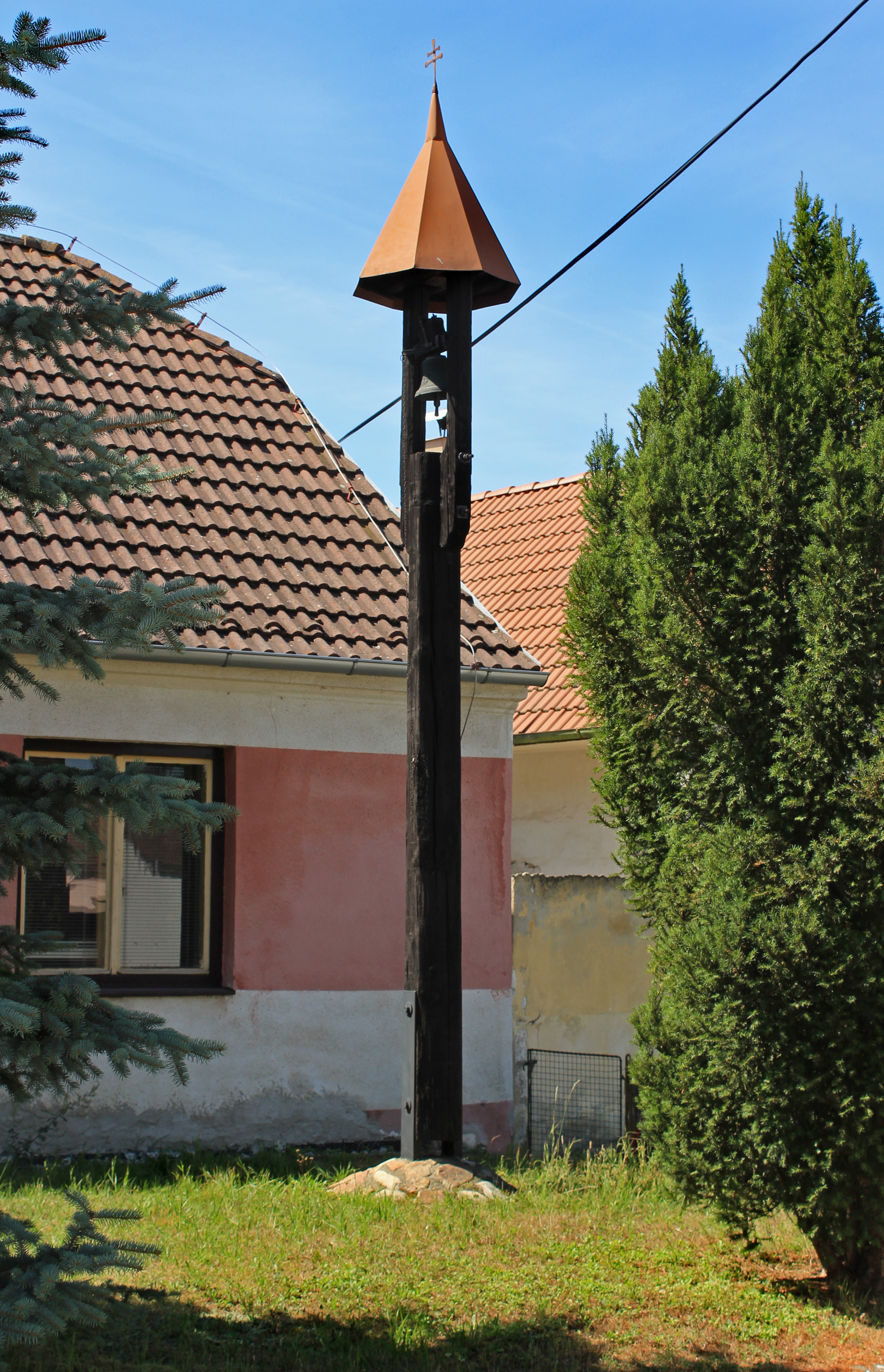
Malá zvonice u hlavní silnice
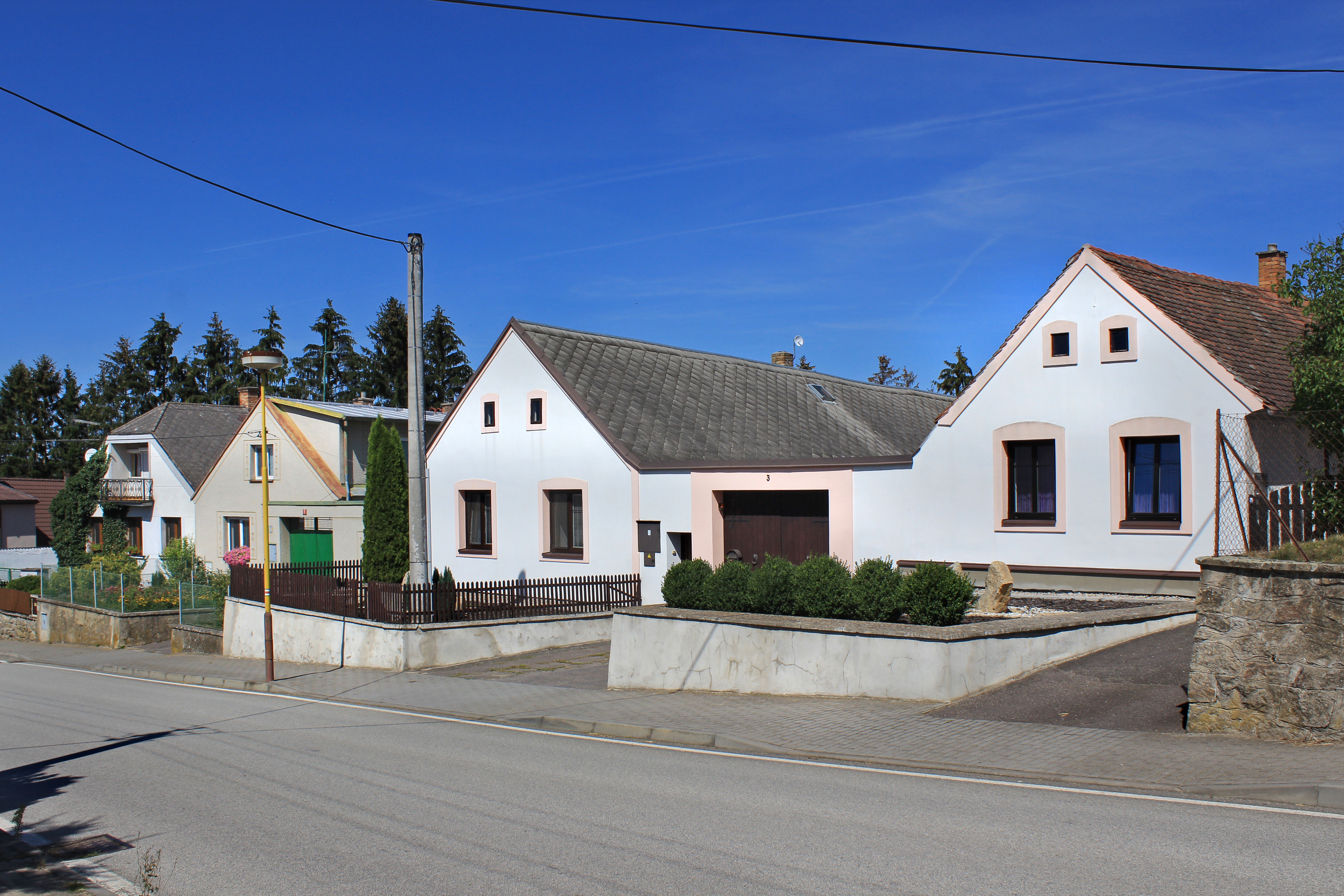
Opravený statek čp. 3